# Dinastia Suri

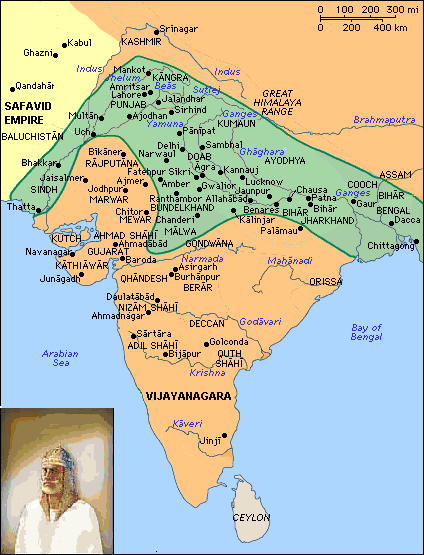
Imperi Suri

La dinastia Suri fou la nissaga que va governar el sultanat de Delhi del 1540 al 1555. El fundador fou el cap militar afganès Xer-Xah Suri, que havia servit abans a la dinastia Lodi. El seu període de govern fou entre el primer regnat del mogol Humayun (1530 a 1540) i el segon període (1555-1556). Els afganesos tenien la seva base a Bihar i Sher Shah Suri es va fer amo entre 1530 i 1540 de Bengala i de tota l'Índia del nord dominant Agra i finalment tot el sultanat després de la batalla de Chausa i la batalla de Kannauj. La mort de Sher Shah a Kalindjar quan va esclatar un polvorí va posar al tron al seu fill (petit) Islam-Xah Suri (1545-1553) que va poder mantenir l'imperi cohesionat tot i l'ambició dels nobles afganesos als quals va intentar reduir el seu poder territorial. Va morir la tardor del 1553 i el va succeir el seu fill Firuz-Xah Suri que fou assassinat per Mubariz Khan que va pujar al tron amb el nom de Muhàmmad-Xah Suri. L'anarquia es va apoderar del regne i el sistema administratiu i financer establert pel fundador es va enfonsar; diversos prínceps Surs com Ibrahim Khan, Ahmad Khan i Muhammad Khan, es van disputar el tron a Lahora i a Bengala, i el governador de Gwaloir Tadj Khan es va revoltar. Ibrahim es va imposar a Delhi breument però va haver de deixar el poder a Sikander Xah. Aquesta confusió va permetre el retorn d'Humayun que va ocupar Lahore. El general hindú Hemu va morir en lluita contra els mogols a la segona batalla de Panipat. Àdil-Xah Suri fou el darrer sobirà, però a la batalla de Macchiwara el va derrotar decisivament i el 23 de juliol Humayun va entrar finalment Delhi, retrobant el seu tron al cap de 15 anys d'exili.

## Llista de sobirans

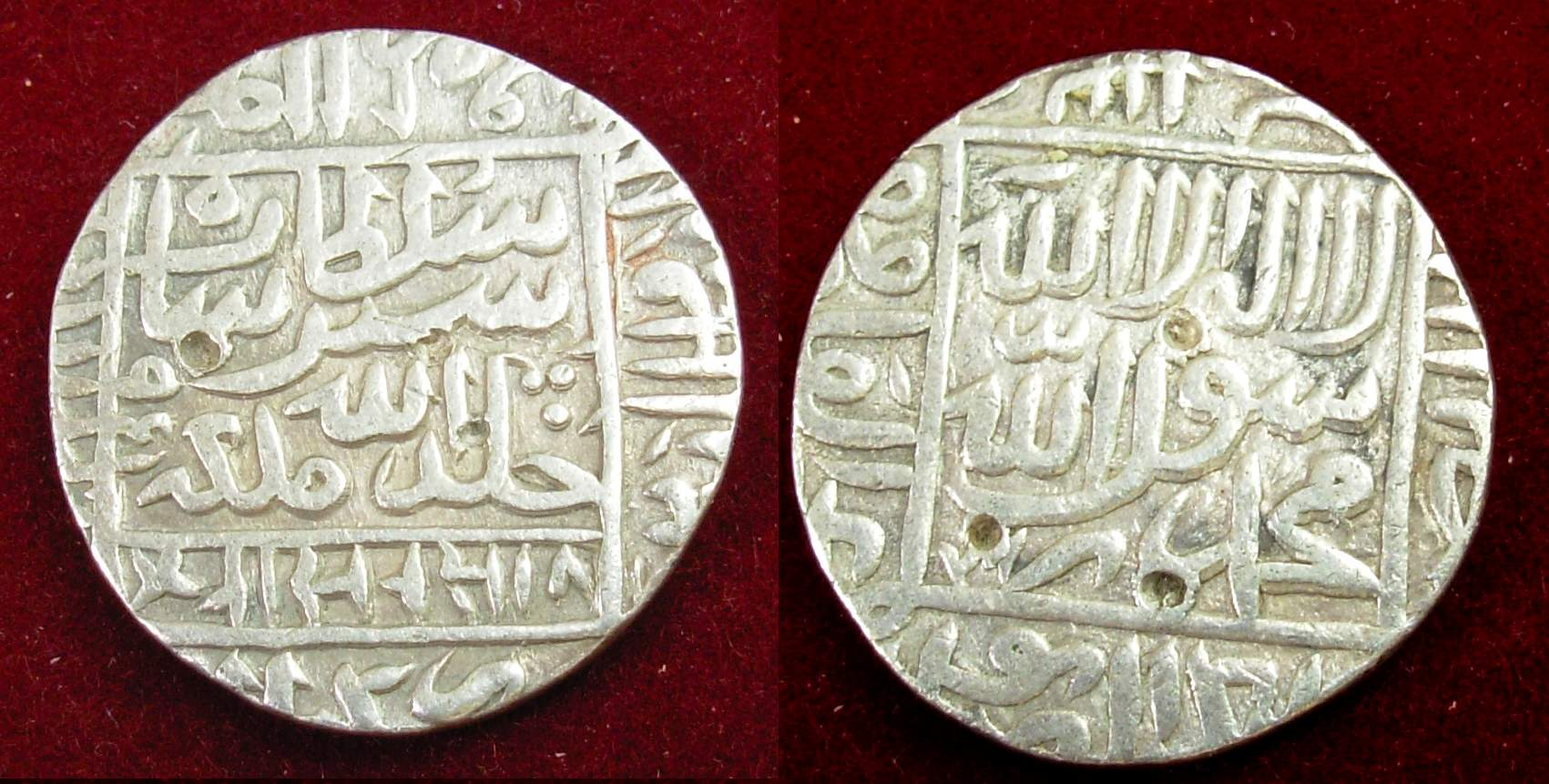
moneda de plata de 178 grams, emesa per Sher Shah Suri, 1540-1545, que fou la primera rupia de l'Índia

| Name                     | Imatge       | Començament del regnat | Final del regnat                            |
| ------------------------ | ------------ | ---------------------- | ------------------------------------------- |
| Xer-Xah Surí Sultà       | Xer-Xah Surí | 17 de maig de 1540     | 22 de maig de 1545                          |
| Islam-Xah Suri Sultan    |              | 26 de maig de 1545     | 22 de novembre de 1553                      |
| Firuz-Xah Suri Sultan    |              | 1553                   |                                             |
| Muhammad Adil Xah Sultan |              | 1553                   | 1555                                        |
| Ibrahim Xah Suri Sultan  |              | 1555                   |                                             |
| Sikander-Xah Suri Sultan |              | 1555                   | 22 de juny de 1555                          |
| Àdil-Xah Suri Sultan     |              | 22 de juny de 1555     | 1556 (a Delhi fins al 23 de juliol de 1555) |